# Twin clips
Twin clips è stato un programma televisivo musicale andato in onda nel 1992 su Italia 1. Il programma era condotto da Federica Panicucci e consisteva in una sfida tra video musicali.
Il programma era trasmesso all'interno di Unomania, contenitore che si occupava di cinema, musica, moda, telefilm e tutto ciò che riguardava il mondo dei giovani.
Chi seguiva il programma da casa poteva televotare il suo videoclip preferito (nella sfida tra i due che venivano trasmessi), e l'artista del video più votato veniva riproposto la puntata successiva. Inoltre, fra tutti coloro che votavano, uno veniva estratto e vinceva una vacanza premio.